# 執權
執權，日本鎌倉幕府官職名。原為政所的輔佐官職，後來轉為征夷大將軍的政務佐理。
初代執權為源賴朝的岳父北條時政。北條時政確立了北條家在鎌倉幕府中的權力地位，執權一職遂由北條家獨佔世襲。2代執權北條義時又兼侍所輔佐，於是執權成為幕府中事實上的最高官職。3代將軍源實朝被暗殺後，北條家所擔任的執權成為幕府政權的實際支配者。
自6代執權北條長時開始，首次為非得宗家系（擁有北條家督繼承權的家系）者擔任，但實際權力為得宗家系掌握，於是執權變成虛位，除非是由得宗家系擔任。14代執權北條高時在位時，大權又落於北條家執事長崎氏手中。
| 代   | 肖像 | 姓名     | 官職                       | 生卒年        | 在職期間      | 出身     | 正室                          |
| ---- | ---- | -------- | -------------------------- | ------------- | ------------- | -------- | ----------------------------- |
| 初   |      | 北條時政 | 遠江守                     | 1138年-1215年 | 1203年-1205年 | 北條氏   | 牧之方                        |
| 二   |      | 北條義時 | 相模守、右京權大夫、陸奧守 | 1163年-1224年 | 1205年-1224年 | 得宗家   | 姬之前 伊賀氏                 |
| 三   |      | 北條泰時 | 武藏守、左京權大夫         | 1183年-1242年 | 1224年-1242年 | 得宗家   | 矢部禪尼 谷津殿（安保氏之女） |
| 四   |      | 北條經時 | 左近將監、武藏守           | 1224年-1246年 | 1242年-1246年 | 得宗家   | 宇都宮氏之女                  |
| 五   |      | 北條時賴 | 左近將監、相模守           | 1227年-1263年 | 1246年-1256年 | 得宗家   | 毛利氏之女 葛西殿             |
| 六   |      | 北條長時 | 武藏守                     | 1229年-1264年 | 1256年-1264年 | 極樂寺流 | 北條時盛之女                  |
| 七   |      | 北條政村 | 相模守、左京權大夫         | 1205年-1273年 | 1264年-1268年 | 政村流   | 九條氏之女 三浦氏之女         |
| 八   |      | 北條時宗 | 相模守                     | 1251年-1284年 | 1268年-1284年 | 得宗家   | 堀內殿                        |
| 九   |      | 北條貞時 | 左馬權頭、相模守           | 1271年-1311年 | 1284年-1301年 | 得宗家   | 北條宗政之女                  |
| 十   |      | 北條師時 | 右馬權頭、相模守           | 1275年-1311年 | 1301年-1311年 | 宗政流   | 北條貞時之女                  |
| 十一 |      | 北條宗宣 | 陸奧守                     | 1259年-1312年 | 1311年-1312年 | 大佛流   | 北條時茂之女 宇都宮氏之女     |
| 十二 |      | 北條熙時 | 相模守                     | 1279年-1315年 | 1312年-1315年 | 政村流   | 北條貞時之女                  |
| 十三 |      | 北條基時 | 相模守                     | 1286年-1333年 | 1315年-1316年 | 極樂寺流 | 北條貞時之女                  |
| 十四 |      | 北條高時 | 左馬權頭、相模守           | 1303年-1333年 | 1316年-1326年 | 得宗家   | 安達氏之女                    |
| 十五 |      | 北條貞顯 | 武藏守                     | 1278年-1333年 | 1326年-1326年 | 金澤流   | 北條時村之女                  |
| 十六 |      | 北條守時 | 相模守                     | 1295年-1333年 | 1327年-1333年 | 赤橋流   | 不詳                          |

## 關連項目
- 連署 - 事實上的副執權
- 鬼丸 - 北條氏歷代執權的傳家信物
- 得宗專制
- 征夷大將軍
- 鎌倉幕府
  - 鎌倉幕府將軍一覽